# 1810 en science
| Années de la science : 1807 - 1808 - 1809 - 1810 - 1811 - 1812 - 1813    |
| Décennies de la science : 1780 - 1790 - 1800 - 1810 - 1820 - 1830 - 1840 |

Cet article présente les faits marquants de l'année 1810 en science.

## Événements
- 30 janvier : Nicolas Appert reçoit un prix de 12 000 francs de la Société d'encouragement pour l'industrie nationale pour la publication de sa technique de conservation des aliments par appertisation[1]. Postérieurement en utilisant pour la première fois des boîtes en fer-blanc, Peter Durand applique au Royaume-Uni cette méthode pour laquelle il obtient un brevet le 25 août[2].
- 15 novembre : dans un mémoire lu à la Royal Society intitulé On a combination of oxymuriatic gas and oxygen gas[3], le chimiste anglais Humphry Davy identifie et nomme l'élément chlore (chlorine ou chloric gas)[4].

- Le pharmacien français Pierre Jean Robiquet isole la cantharidine de la cantharide[5].

- Mise au point de la première batteuse à vapeur en Angleterre[6].

## Publications

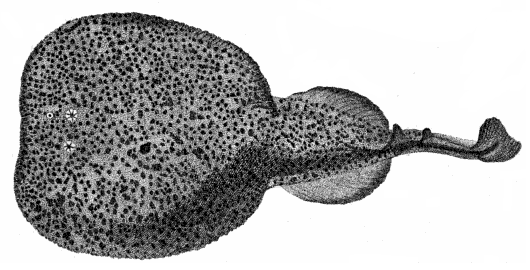
Torpille marbrée, planche tirée de lIchthyologie de Nice.

- Nicolas Appert : Le livre de tous les ménages ou L’art de conserver pendant plusieurs années toutes les substances animales ou végétales qui traite de sa découverte de la conserve (appertisation)[1].

- Franz Joseph Gall et Johann Spurzheim : Anatomie et Physiologie du Système nerveux en général et du cerveau en particulier avec des observations sur la possibilité de reconnaître plusieurs dispositions intellectuelles et morales de l'homme et des animaux par la configuration de leurs têtes, Schoell, Paris, 1810. (Texte intégral.)

- Étienne Louis Malus : Théorie de la double réfraction de la lumière dans les substances cristallines.
- Johann Wolfgang von Goethe : Traité des couleurs.
- Antoine Risso : Ichthyologie de Nice, ou histoire naturelle des poissons du département des Alpes Maritimes, Paris, Schoell.

## Prix
- Médailles de la Royal Society
  - Médaille Rumford : Étienne Louis Malus

## Naissances

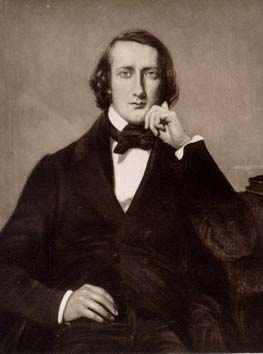
Henri Victor Regnault

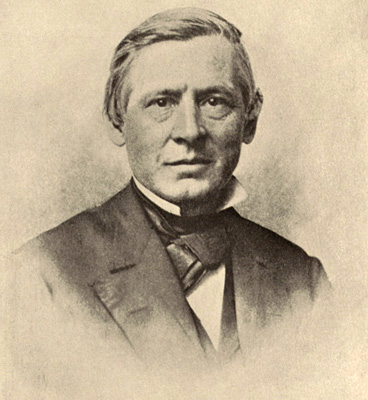
Asa Gray en 1867.

- 3 janvier : Antoine d'Abbadie d'Arrast (mort en 1897), savant et voyageur français.

- 6 février : Armand de Quatrefages (mort en 1892), biologiste, zoologiste et anthropologue français.

- 4 mars : William Griffith (mort en 1845), médecin, naturaliste et botaniste britannique.
- 6 mars :
  - Paul-Émile De Puydt († 1888 ou 18911), botaniste, économiste et écrivain belge.
  - George Robert Waterhouse (mort en 1888), naturaliste britannique.

- 11 avril : Henry Rawlinson (mort en 1895), militaire, diplomate et orientaliste-assyriologue britannique.

- 3 juin : Robert Mallet (mort en 1881), ingénieur et géologue irlandais.
  - 13 juin : William Guy (mort en 1885), médecin et statisticien britannique.

- 21 juillet : Henri Victor Regnault (mort en 1878), chimiste et physicien français.
- 26 juillet : Henry Christy (mort en 1865), ethnologue et préhistorien anglais.

- 11 août : Louis Tanquerel des Planches (mort en 1862), médecin et agronome français.

- 19 septembre : Pierre-Victorien Lottin (mort en 1903), archéologue, peintre et orientaliste français.

- 10 octobre : Franz Hermann Troschel (mort en 1882), zoologiste allemand.

- 18 novembre : Asa Gray (mort en 1888), botaniste américain.

- 7 décembre : Theodor Schwann (mort en 1882), physiologiste, histologiste et cytologiste allemand.
- 23 décembre
  - Karl Richard Lepsius (mort en 1884), égyptologue allemand.
  - Edward Blyth (mort en 1873), zoologiste britannique.

## Décès
- 7 février : Martin Odlanicki Poczobutt (né en 1728), jésuite, professeur d'astronomie et mathématicien polono-lituanien.

- 9 février : Richard Chandler (né en 1738), helléniste et archéologue britannique.

- 2 mars : Andrea Savaresi (né en 1762), médecin, naturaliste et minéralogiste italien.
- 10 mars : Henry Cavendish (né en 1731), physicien et chimiste britannique.
- 30 mars : Luigi Lanzi (né en 1732), archéologue, homme d'église, homme de lettres et historien de l'art italien.

- 11 avril : Thomas Hornsby (né en 1733), astronome et mathématicien britannique.

- 2 mai : Jean-Nicolas Céré (né en 1738), botaniste et agronome français.

- 16 juin : Giuseppe Angelo Saluzzo di Menusiglio (né en 1734), chimiste italien.

- 25 juillet : Esprit Calvet (né en 1728), médecin, physiocrate, archéologue et naturaliste français.

- 6 décembre  : Nicolas Claude Duval-le-Roy (né en 1731), mathématicien et hydrographe français.
- 10 décembre : Johann Christian Daniel von Schreber (né en 1739), botaniste, mycologue et zoologiste allemand.
- 14 décembre : François Péron (né en 1775), naturaliste et explorateur français.
- 18 décembre : Jean-Marie Heurtault de Lammerville (né en 1740), agronome et politicien français.

- Vers 1810-1811 : William Cruickshank, chimiste britannique.